# 't Is O.K.
't Is O.K. is een van de twee singles van Harmony. De muziekgroep kwam nooit aan het opnemen van een elpee toe.
Harmony was een ontdekking van muziekproducent Eddy Ouwens. De zanger Donald Lieveld (karate-expert/maatschappelijk werker, vier singles met Liberation of Man) was onervaren; Ab van Woudenberg en Rosina Louwaars waren/werden deel van Sommerset met enkele kleine hits. Toch werden ze uitverkoren om deel te nemen aan het Nationaal Songfestival 1978. Andere deelnemers waren net zo onervaren en 't Is O.K. won. Ouwens schreef het nummer samen met Dick Kooyman en Toon Gispen vlak voordat genoemd festival plaatsvond in een half leeg Prins Willem Alexanderzaal van het toenmalige Congresgebouw.
Nederland werd dertiende bij het Eurovisiesongfestival 1978, in een veld van twintig deelnemers waarvan alleen het Spaanse Baccara echt bekend was.
In een toelichting op de titel gaf Ouwens aan dat die eenvoudig om te zetten was naar het Engels (It’s O.K.). Ook de titel van de B-kant Bim bam bom, van Dick Bakker, Ouwens en Dick Kooyman leverde wat dat betreft geen moeilijkheden op.
De datum van release van de single was bepaald door de organisator van het Eurovisiesongfestival.

## Hitnotering

### Nederlandse Top 40
| Positie: | 35 | 31 | 29 | 35 | uit |

### NederlandseDaverende 30
| Positie: | 22 | 18 | 23 | 30 | uit |

1956: De vogels van Holland / Voorgoed voorbij · 1957: Net als toen · 1958: Heel de wereld · 1959: 'n Beetje · 1960: Wat een geluk · 1961: Wat een dag · 1962: Katinka · 1963: Een speeldoos · 1964: Jij bent mijn leven · 1965: 't Is genoeg · 1966: Fernando en Filippo · 1967: Ring-dinge-ding · 1968: Morgen · 1969: De troubadour · 1970: Waterman · 1971: Tijd · 1972: Als het om de liefde gaat · 1973: De oude muzikant · 1974: Ik zie een ster · 1975: Ding-a-dong · 1976: The party's over · 1977: De mallemolen · 1978: 't Is O.K. · 1979: Colorado · 1980: Amsterdam · 1981: Het is een wonder · 1982: Jij en ik · 1983: Sing me a song · 1984: Ik hou van jou · 1986: Alles heeft ritme · 1987: Rechtop in de wind · 1988: Shangri-la · 1989: Blijf zoals je bent · 1990: Ik wil alles met je delen · 1992: Wijs me de weg · 1993: Vrede · 1994: Waar is de zon · 1996: De eerste keer · 1997: Niemand heeft nog tijd · 1998: Hemel en aarde · 1999: One good reason · 2000: No goodbyes · 2001: Out on my own · 2003: One more night · 2004: Without you · 2005: My impossible dream · 2006: Amambanda · 2007: On top of the world · 2008: Your heart belongs to me · 2009: Shine · 2010: Ik ben verliefd (sha-la-lie) · 2011: Never alone · 2012: You and me · 2013: Birds · 2014: Calm after the storm · 2015: Walk along · 2016: Slow down · 2017: Lights and shadows · 2018: Outlaw in 'em · 2019: Arcade · 2020: Grow · 2021: Birth of a new age · 2022: De diepte · 2023: Burning daylight · 2024: Europapa